# Lerchenberg (Obere Gäue)

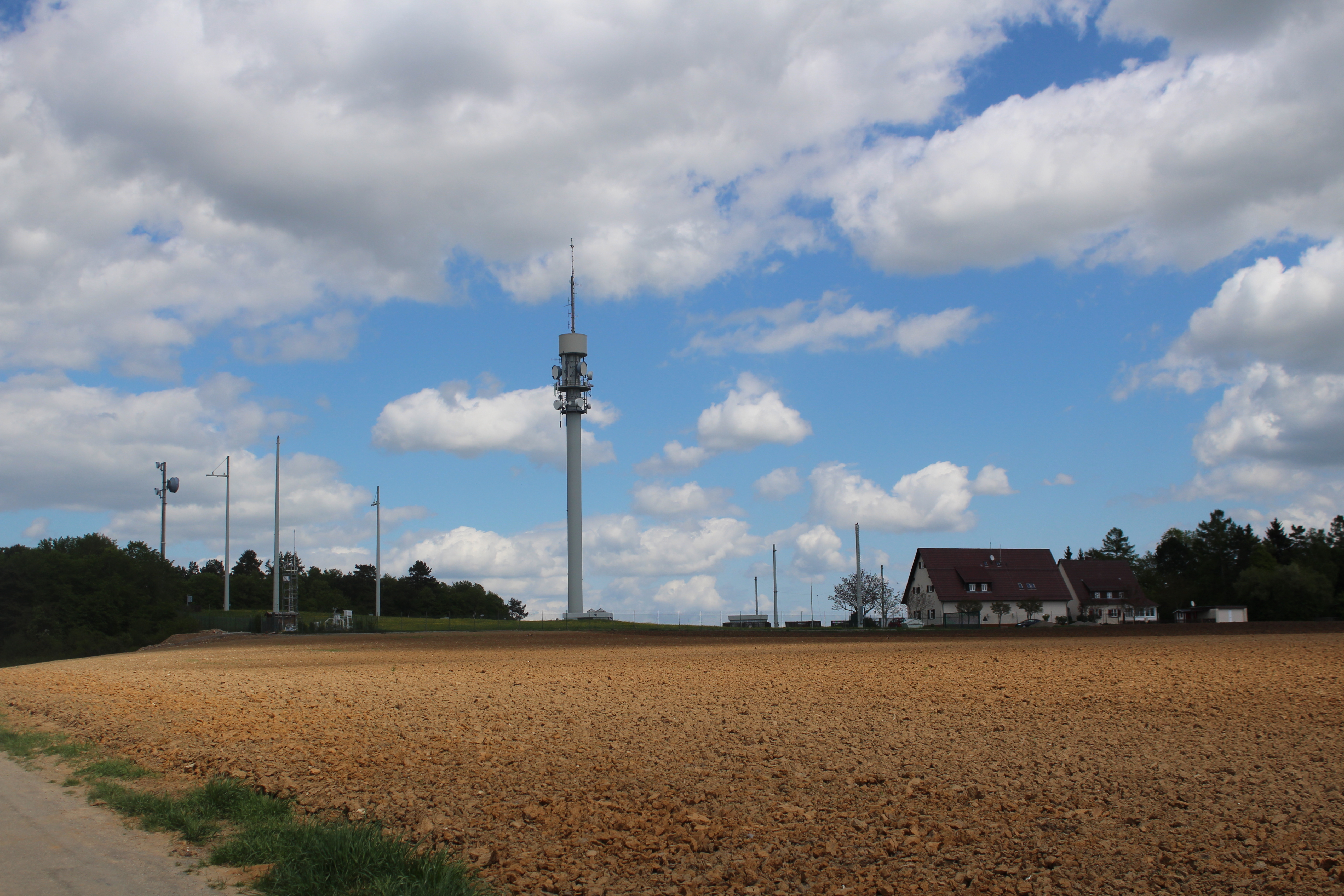
Lerchenberg mit Funkübertragungsstelle

Der Lerchenberg ist eine Erhebung (603,5 m ü. NHN) bei der Stadt Wildberg im baden-württembergischen Landkreis Calw. Er befindet sich am nordöstlichen Ende der Gemarkung Gültlingen nahe der Grenze zu Deckenpfronn. 
Gemäß Systematik des Handbuchs der naturräumlichen Gliederung Deutschlands wird der Lerchenberg zum Naturraum 122.44 Würm-Heckengäu innerhalb der Untereinheit 122.4 Oberes Gäu der Haupteinheit 122 Obere Gäue gezählt. Der Berg liegt im Natur- und Landschaftsschutzgebiet Gültlinger und Holzbronner Heiden. Auf der flachen Gipfelkuppe befindet sich die Funkübertragungsstelle Lerchenberg, eine von den Landesbehörden betriebene Fernmeldeanlage. 